# Дачаев, Ширвани Дачаевич
Ширвани Дачаевич Дачаев (12 августа 1912—1984) — советский чеченский партийный и политический деятель.

## Биография
По одним сведениям родился в посёлке Шали, по другим —  в селе Эрсеной Веденского округа Терской области. 
Член ВКП(б) с 1932 года.
С 1930 года — на хозяйственной, общественной и политической работе. В 1930—1973 гг. — председатель райбюро пионеров в Шали, заведующий ОРГО Чеченского обкома ВЛКСМ, 2-й секретарь Чеченского обкома ВЛКСМ, 2-й секретарь Заводского райкома ВКП(б), заведующий ОРПО, 2-й секретарь Чечено-Ингушского обкома ВКП(б), заместитель управляющего «Грознефтезаводстрой». 
Участник Великой Отечественной войны. В Красной армии с июля 1941 года. Служил в звании капитана в 76 отдельном батальоне ВНОС Северо-Кавказского фронта Закавказской зоны ПВО.  Политрук роты, ответсекретарь партбюро батальона, инструктор по партработе дивизионного района.  Выслан в Казахскую ССР, председатель артелей, председатель сельпо, технорук артели, возвращён в ЧИАССР, в строительной отрасли в Грозном.
Депутат Верховного Совета СССР 1 созыва (Совет Национальностей).
Умер в мае 1984 года в Грозном.